# Kenmore (Washington)
Kenmore (gelegentlich Kenmore by the Lake genannt) ist eine Stadt (city) im King County im US-Bundesstaat Washington, die am nördlichen Ufer des Lake Washington liegt. Als eine Mischung aus Schlafstadt, Landruhesitz und Binnen-Industriehafen bietet die Stadt als herausragende Merkmale mit Kenmore Air Harbor den landesweit größten nur für Wasserflugzeuge ausgelegten kommerziellen Flughafen, die Bastyr University, mehrere Parks am See und Marinas sowie einen einfachen Zugang zum Burke-Gilman Trail und dem Radwegenetz des King County. Orte mit Bezug zur lokalen Geschichte sind das frühere St. Edward Seminary – heutzutage der Saint Edward State Park – sowie der Log Boom Park. Kenmores offizielle Wappenblume ist die Dahlie, der Wappenvogel der Stadt ist der Kanadareiher und die offizielle Immergrüne Pflanze der Rhododendron. Zum United States Census 2020 hatte Kenmore 23.914 Einwohner.

## Geschichte
Gegründet 1901, stammt der Name von Kenmore aus dritter Hand vom schottischen Dorf Kenmore ab; der Stadtgründer hatte es nach seiner Heimatstadt Kenmore (Ontario) benannt. McMasters und seine Frau erreichten etwa 1889 den Puget Sound von Kanada kommend mit der Absicht, sich in der Schindelmacherei zu etablieren. Sie eröffneten eine Schindelfabrik am Nordufer des Lake Washington auf einem Grundstück, das sie von Watson C. Squire leasten. Bis 1903 wurden in Kenmore ein Schulsystem und ein Postamt etabliert, es wurde jedoch bis zum 31. August 1998 nicht offiziell als Stadt anerkannt.

### Landleben: Holzfäller, Gärtner, Nudisten und der Suff
Abgesehen vom Frachtverkehr, den die Seattle, Lake Shore and Eastern Railway seit mindestens 1887 durch das Gebiet betrieb, war die Stadt in ihren frühen Tagen hauptsächlich für Boote erreichbar; es gab ab 1906 Fähren nach Seattle, Bothell und Woodinville. Die Stadt erhielt später einen Bahn-Haltepunkt. Die erste bessere Straßenverbindung nach Seattle und Bothell – die Red Brick Road – wurde zwischen 1913 und 1914 eröffnet; der erste Bus fuhr unmittelbar nach dem Verlegen der Steine (englisch „brick“). Am Ende wurde Kenmore zur Landfrische für Wochenendgärtner, wo die örtlichen Grundstücksbesitzer gerodete „Garten-Parzellen“ an diejenigen Einwohner von Seattle (englisch „Seattlites“) verkauften, die über Autos und einen grünen Daumen verfügten. Kenmore war in den 1920er Jahren für mindestens zwei kurzzeitig existierende Nudisten-Camps attraktiv.
Wesentlich einschneidender war jedoch der Einfluss der Prohibition. Kenmore wurde in Seattle sehr schnell für sein feines Land-Essen bekannt, noch bekannter aber für sein feines Land-Trinken, als eine ausgeprägte illegale Alkohol-Industrie versuchte, den Bedarf des Nachtlebens im Seattle der Jazz-Ära zu decken. Obwohl relativ nahe am eigentlichen Seattle gelegen – dank der Washington State Route 522 („Bothell Way“) mit dem Status einer der wenigen besseren Straßen, die nordwärts aus Downtown wegführten – war Kenmore weit genug weg, um die Beamten der Steuerbehörde in den meisten Fällen zur Ignoranz zu bewegen.
Das Blind Pig, ein Gasthaus bei Shuter's Landing am Lake Washington, war wahrscheinlich das bekannteste von Kenmores Speakeasys. Auf der Seeseite konnte der illegale Fusel schnell in den See versenkt werden, was leicht notwendig werden konnte. Nur wenige Leute wurden getäuscht, war doch der Name „Blind Pig“ quasi ein Synonym für „Speakeasy“. Doch ungeachtet seines Bekanntheitsgrades war das „Pig“ nicht die anrüchigste Kneipe der Stadt. Regelmäßige Gewalt und Schlägereien in der Inglewood Tavern brachten dem Etablissement einen neuen Namen ein: „Bucket of Blood“ (dt. etwa „Eimer voll Blut“).
Dieser Archipel der Restauration und Unterhaltung – mehr als 30 verschiedene Restaurants, Tanzböden, Bars und Clubs in einem Gebiet von drei Häuserblocks – blieb ein wichtiger Teil der Identität von Kenmore während der 1940er Jahre.

### Voucherville, der Kalte Krieg und neuer Aufschwung
Als einst die Große Depression zuschlug, wurde Kenmore zur Heimstatt von einigen Arbeitern, die der von Präsident Franklin D. Roosevelt initiierten „Back-to-the-land movement“ (dt. etwa „Zurück-aufs-Land-Bewegung“) folgten. Sie wurden von der Works Progress Administration bezahlt und siedelten sich im Nordwesten, einem als „Voucherville“ bekannten Gebiet, an; die Siedlung war nach den Gutscheinen (englisch „vouchers“) benannt, welche die WPA anstelle von Geld auszahlte.
Nach dem Ende des Zweiten Weltkriegs wurden in Kenmore Nike-Hercules-Raketen als Bestandteil der Verteidigung im Kalten Krieg stationiert. Diese mit nuklearen Sprengköpfen bestückten Boden-Luft-Raketen sollten Seattle und seine Umgebung vor den Angriffen sowjetischer Bomber schützen, sollte ein Krieg ausbrechen. Sie wurden 1974 wieder abgezogen.
Die Nachkriegsära hat die Innenstadt merklich verändert. Der Kenmore Air Harbor, heute einer der weltweit größten Flugplätze, die ausschließlich für Wasserflugzeuge ausgelegt sind, wurde nicht weit vom alten Blind Pig eröffnet; Kenmore Air selbst unterhält eine Flotte von Wasserflugzeugen, die verschiedene Ziele an Gewässern in „Kaskadien“ anfliegt. Zur selben Zeit wurde Kenmore aufgrund seiner unmittelbaren Nachbarschaft zu Seattle – bis zur heutigen Stadtgrenze sind es nur zwei Meilen (3,2 km) – ein frühes Ziel der Suburbanisierung in der Nachkriegszeit. Die ersten Parzellen im Viertel Uplake wurden 1954 verkauft. Die Entwicklung von Wohngebieten setzte sich in Kenmore über die nächsten Jahrzehnte hin fort, meist typischerweise in Form der Vorstadtmodelle der Nachkriegszeit; industrielle und kommerzielle Entwicklung folgten bald darauf, und innerhalb weniger Jahrzehnte waren die meisten der alten Restaurants und Bars aus Kenmore verschwunden und durch Shopping-Center, Industriebauten und Wohnhäuser ersetzt. Ein Teil dieser Entwicklung hat allerdings seine eigene Geschichte: Das Jewel Box Building in Downtown Kenmore ist ein Artefakt der Weltausstellung in Seattle, es wurde nach Ende der Expo im Oktober 1962 aus dem Zentrum Seattles nach Kenmore verlegt.
Die Stadt eröffnete 1996 mit der Verlegung der Bastyr University von Seattle auf das Gelände des früheren St. Edward Seminary das erste College.

### Incorporation und Wiederbelebung der Innenstadt
Die Einwohner von Kenmore zogen seit der Gründung mehrfach die Anerkennung als Stadt (englisch „incorporation“) in Betracht; eine der diesbezüglichen Abstimmungen scheiterte 1954. Die Idee wurde in den 1990er Jahren wieder populär, teilweise jedoch in Reaktion auf den Washington State Growth Management Act von 1990, einem Gesetz, das der Legislative die Möglichkeit gab, Schutzgebiete, Wachstumsregionen u. a. festzulegen. Die Bildung eines Untersuchungsausschusses führte kurz darauf 1995 zu einer erfolgreichen öffentlichen Abstimmung, und die Stadt wurde als solche offiziell am 31. August 1998 anerkannt, 97 Jahre nach ihrer eigentlichen Gründung.
Nach der Incorporation beschloss die neue Regierung ein lokales Set von Zonen-Codes und einen Innenstadt-Entwicklungsplan, um die traditionellen Kernzonen der Stadt wiederzubeleben und zu rekonstruieren. Ein essentieller Bestandteil dieses Plans bezog die intensive Nutzung des damals der Stadt gehörenden Landes in dem im Plan genannten Northwest Quadrant ein. Eine öffentliche Ausschreibung für Architekten und Investoren im Dezember 2005 sollte Entwicklungspläne für dieses Gebiet erbringen. Der Stadtrat beschloss im April 2006, primär mit Kenmore Partners LLC zu verhandeln. Gestaltungspläne wurden der Stadt im darauffolgenden Sommer präsentiert, die einen konzeptuellen Überblick enthielten; diese Pläne wurden der Öffentlichkeit zur gleichen Zeit zugänglich gemacht.
Die ältesten Straßen von Kenmore, inzwischen meist unter dem vom County vergebenen Nummernsystem bekannt, hatten ursprünglich eher traditionelle Namen wie die Cat's Whiskers Road (61st Avenue NE), der Squire Boulevard (später Red Brick Road, heute Bothell Way/ Washington State Route 522) und der Remington Drive (NE 181st Street). Diese traditionellen Namen wurden 2007 als sekundäre Namen in der Innenstadt reetabliert.

## Geographie
Kenmore liegt auf 47° 45′ 10″ N, 122° 14′ 50″ W; die Grenzen umfassen das gesamte Nordufer und einen erheblichen Teil des Nordostufers des Lake Washington. Das Gelände ist typisch für das Tiefland am Puget Sound und besteht weitflächig aus sanft geschwungenen Hügeln aus glazialem Geschiebemergel, gelegentlich von ebenen Bereichen unterbrochen, typischerweise in der Nähe von Gewässern. Der größte Fluss ist der Sammamish River, der den Lake Sammamish mit dem Lake Washington verbindet und die Stadt in eine nördliche und eine südliche Hälfte teilt. Außerdem finden sich im Nordosten der Stadt von Nord nach Süd verlaufend einige Sümpfe und Marschen entlang des Swamp Creek.
Nach dem United States Census Bureau nimmt die Stadt eine Gesamtfläche von 16,21 Quadratkilometern ein, von denen 15,93 km² Land- und der Rest Wasserflächen sind.

### Umgebung
| Brier            | Brier/Bothell                               | Bothell  |
| Lake Forest Park | Kompassrose, die auf Nachbargemeinden zeigt | Bothell  |
| Lake Washington  | Kirkland                                    | Kirkland |

### Klima
Das Klima von Kenmore ist dem des nahegelegenen Seattle im Grunde ähnlich und wird definiert durch den Längengrad, die Nähe zu Pazifik und Puget Sound und die Zugehörigkeit zur „Puget Sound Convergence Zone“, einem Wetterphänomen, bei dem in einem schmalen Streifen heftige Niederschläge auftreten können. Es wird üblicherweise als Seeklima der Westküste bezeichnet mit nasskalten Wintern und milden, trockenen Sommern, auch wenn die Lage nördlicher ist als die von Toronto und Montreal.

### Stadtviertel
Kenmore hat mehrere Stadtbezirke:

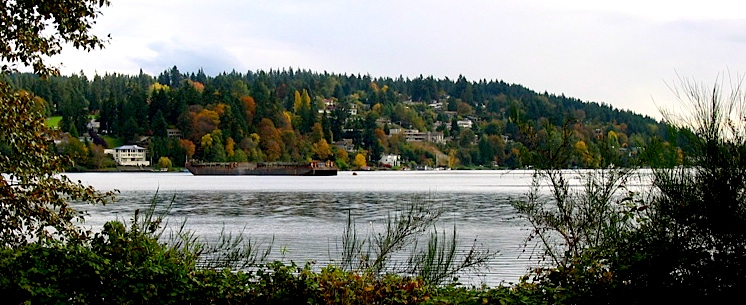
Der Bezirk Arrowhead in Kenmore, vom Log Boom Park über den Lake Washington hinweg gesehen

- Arrowhead im Süden: Das erste Haus – eine kleine Sommerhütte – wurde 1888 an der West- (oder See-)Seite gebaut. Das älteste noch erhaltene Gebäude stammt von 1929.
- Inglewood im Süden wurde erstmals 1953 parzelliert und durchlief bis 1962 eine groß angelegte suburbane Entwicklung.
- Lower Moorlands im Osten: Das erste Haus entstand hier 1904. Die beträchtliche Entwicklung in diesem Gebiet nach dem Zweiten Weltkrieg umfasste auch das Objekt Charles and Elvera Thomsen House aus dem Jahr 1927.[12]
- Upper Moorlands im Osten: Die erste Bebauung fand 1938–1939 statt, blieb jedoch wahrhaft ländlich, da bis zur suburbanen Entwicklung Mitte der 1950er Jahre eine angemessene Wasserversorgung fehlte.
- Central (oder Downtown) Kenmore umschließt die Washington State Route 522 / Bothell Way und bildete den ursprünglichen Kern der Stadt. Heute findet sich hier der Kern von Industrie und Handel.

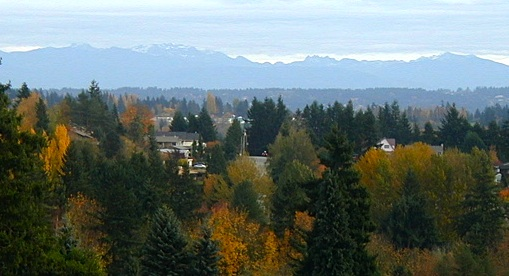
Nord-Kenmore und die Kaskadenkette von Uplake Terrace in Richtung Osten gesehen

- Northlake Terrace, ein frühes Wohngebiet gerade nördlich der Innenstadt, ist heute ein Mischgebiet mit Wohn- und Geschäftsbauten. Ein Großteil des östlichen Bereichs dieses Viertels ist Teil des neuen Plans für die Innenstadt (Downtown Plan).
- Linwood Heights im Nordwesten wurde zunächst als Teil der „Back-to-the-Land“-Bewegung während der Großen Depression erbaut. Die Siedlung wurde damals hämisch „Voucherville“ genannt. Sie wurde seither aber saniert und ist heute eines der großen suburbanen Wohngebiete. Teile der Siedlung wurden 1995 von Lake Forest Park im Vorgriff auf die Incorporation von Kenmore eingemeindet.
- Kenlake Vista im Norden ist ein suburbanes Wohngebiet aus der Nachkriegszeit.
- Uplake Terrace im Nordwesten war vor dem Zweiten Weltkrieg eines der wenigen Gebiete von Kenmore, die gänzlich ohne Bewohner waren. Der Aufbau begann 1953.[13]
- Kenmore Terrace
- Northshore Summit

Seit 2000 hat eine beträchtliche Anzahl von Investoren im Norden der Stadt ehemaliges Weideland in ein hochwertiges Wohngebiet verwandelt. Der allgemeine Charakter dieser Stadtviertel wurde dadurch nachhaltig verändert. Sie wandelten sich von verwahrlosten und halb ländlichen Gebieten zu wohlhabenden Vorstädten. Diese Entwicklung betraf auch das benachbarte Bothell und führte zur Entstehung zahlreicher Geschäftsbauten.

## Demographie
Der Median des Einkommens pro Haushalt lag 2015 bei 90.588 US$, für Familien bei 102.374 US$. Männer hatten ein mittleres Einkommen von 76.688 US$ gegenüber 58.281 US$ bei Frauen. Das Pro-Kopf-Einkommen in der Stadt lag bei 40.192 US$. Etwa 5,5 % der Familien und 8,6 % der Gesamtbevölkerung lebte unterhalb der Armutsgrenze, darunter 10,4 % der unter 18-Jährigen und 7,5 % der über 65-Jährigen.

### Census 2000
Nach der Volkszählung von 2000 gab es in Kenmore 18.678 Einwohner, 7.307 Haushalte und 4.961 Familien. Die Bevölkerungsdichte betrug 1168,8/km². Es gab 7.562 Wohneinheiten bei einer mittleren Dichte von 473,2/ km².
Die Bevölkerung bestand zu 86,7 % aus Weißen, zu 1,39 % aus Afroamerikanern, zu 0,37 % aus Indianern, zu 7,16 % aus Asiaten, zu 0,18 % aus Pazifik-Insulanern, zu 1,24 % aus anderen „Rassen“ und zu 2,96 % aus zwei oder mehr „Rassen“. Hispanics oder Latinos „jeglicher Rasse“ bildeten 3,51 % der Bevölkerung.
Von den 7307 Haushalten beherbergten 33,5 % Kinder unter 18 Jahren, 56,1 % wurden von zusammen lebenden verheirateten Paaren, 8,2 % von alleinerziehenden Müttern geführt; 32,1 % waren Nicht-Familien. 24,1 % der Haushalte waren Singles und 6,9 % waren Alleinstehende über 65-jährige Personen. Die durchschnittliche Haushaltsgröße betrug 2,54 und die durchschnittliche Familiengröße 3,03 Personen.
Der Median des Alters in der Stadt betrug 38 Jahre. 24,5 % der Einwohner waren unter 18, 7,5 % zwischen 18 und 24, 31,9 % zwischen 25 und 44, 25,8 % zwischen 45 und 64 und 10,3 % 65 Jahre oder älter. Auf 100 Frauen kamen 98,7 Männer, bei den über 18-Jährigen waren es 96,7 Männer auf 100 Frauen.

### Census 2010
Nach der Volkszählung von 2010 gab es in Kenmore 20.460 Einwohner, 7.984 Haushalte und 5.487 Familien. Die Bevölkerungsdichte betrug 1284,5/ km². Es gab 8.569 Wohneinheiten bei einer mittleren Dichte von 538/ km².
Die Bevölkerung bestand zu 79,9 % aus Weißen, zu 1,6 % aus Afroamerikanern, zu 0,5 % aus Indianern, zu 10,5 % aus Asiaten, zu 0,3 % aus Pazifik-Insulanern, zu 2,5 % aus anderen „Rassen“ und zu 4,5 % aus zwei oder mehr „Rassen“. Hispanics oder Latinos „jeglicher Rasse“ bildeten 7 % der Bevölkerung.
Von den 7984 Haushalten beherbergten 33,5 % Kinder unter 18 Jahren, 55,3 % wurden von zusammen lebenden verheirateten Paaren, 9,1 % von alleinerziehenden Müttern und 4,3 % von alleinstehenden Vätern geführt; 31,3 % waren Nicht-Familien. 23,4 % der Haushalte waren Singles und 7,9 % waren Alleinstehende über 65-jährige Personen. Die durchschnittliche Haushaltsgröße betrug 2,55 und die durchschnittliche Familiengröße 3,01 Personen.
Der Median des Alters in der Stadt betrug 39,5 Jahre. 22,8 % der Einwohner waren unter 18, 7,5 % zwischen 18 und 24, 28,2 % zwischen 25 und 44, 29,6 % zwischen 45 und 64 und 11,9 % 65 Jahre oder älter. Von den Einwohnern waren 49,6 % Männer und 50,4 % Frauen.

## Wirtschaft

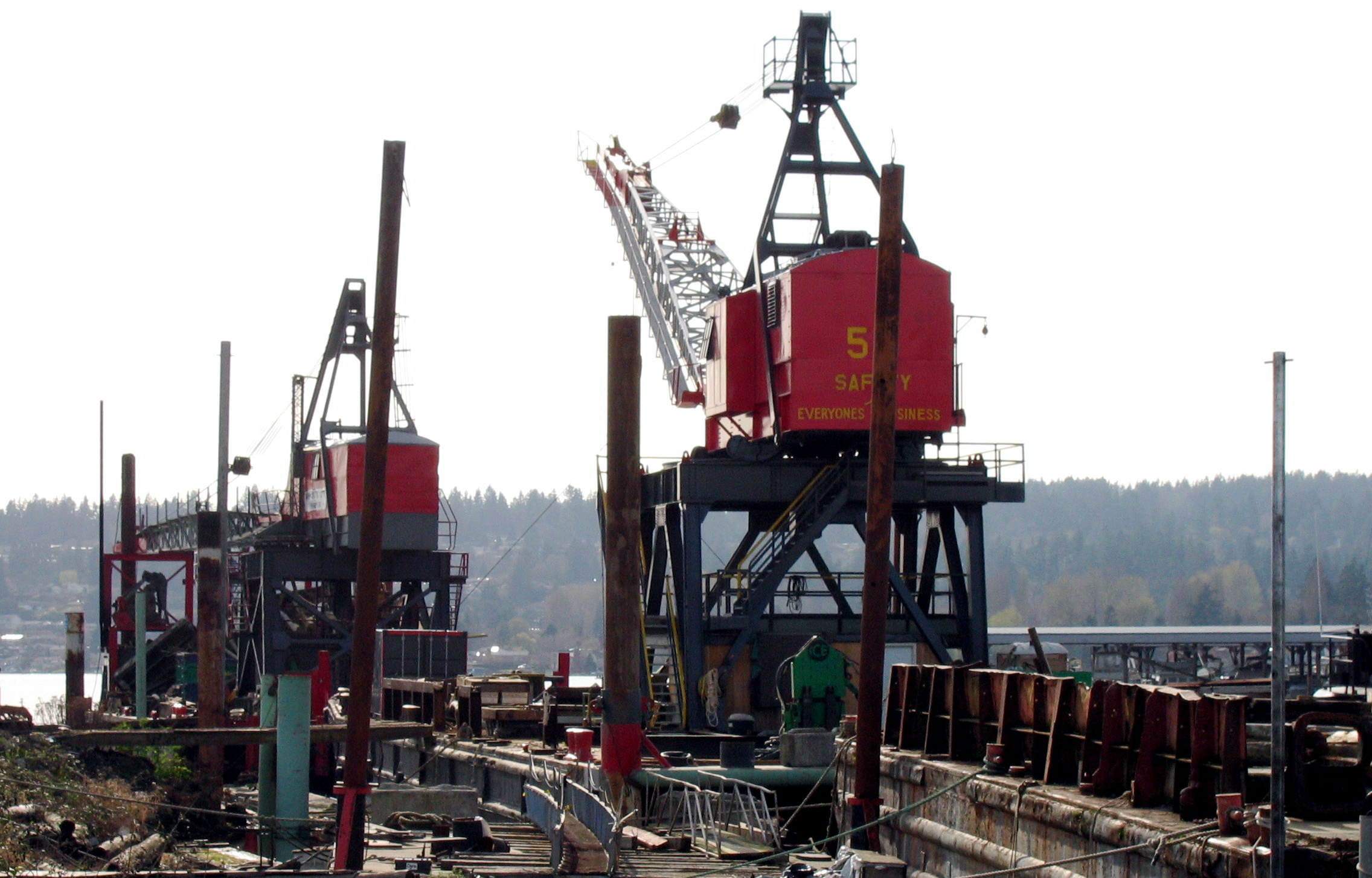
Krane im Hafen von Kenmore

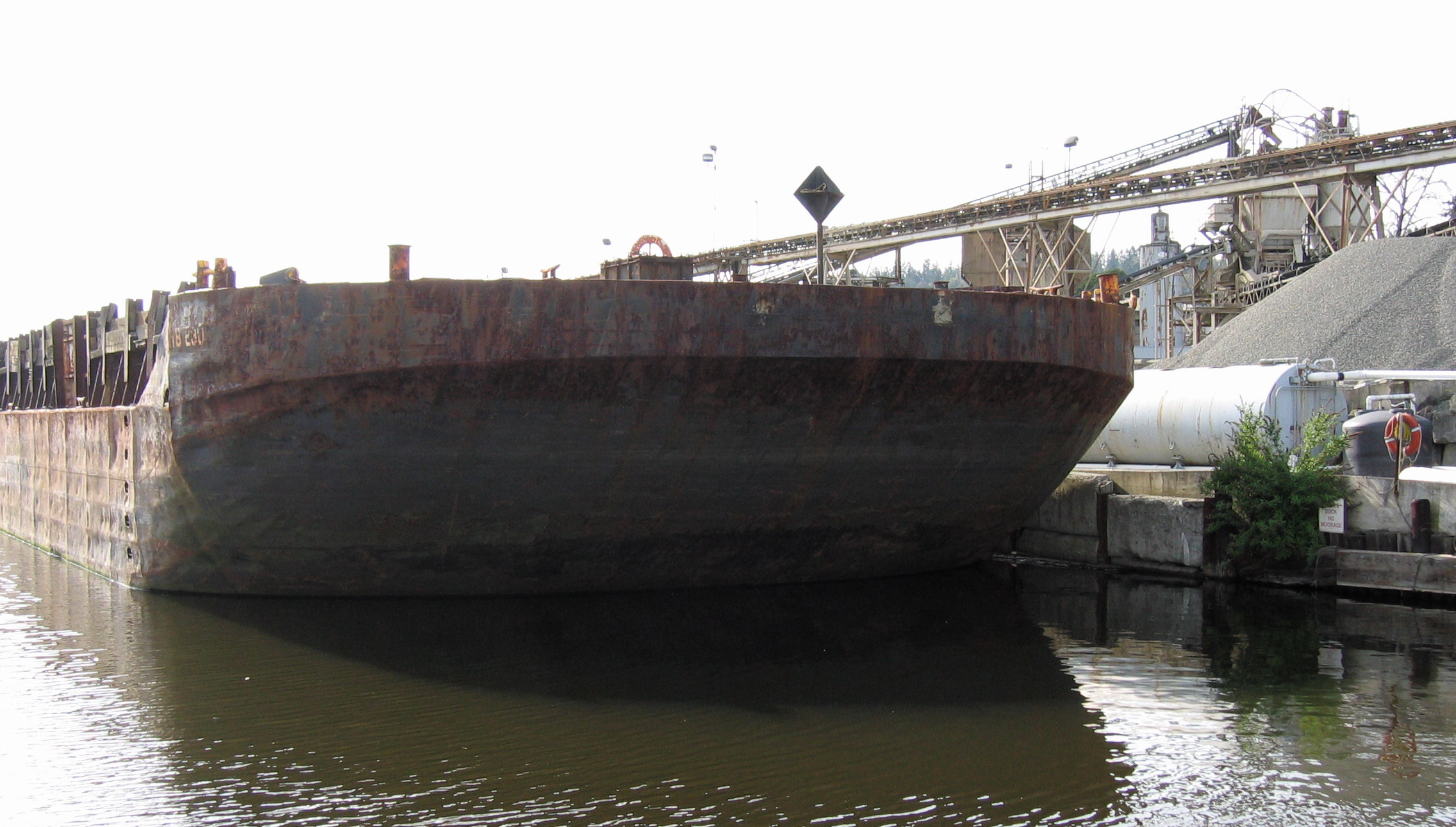
Entladung eines Zement-Lastkahns bei Kenmore Ready-Mix

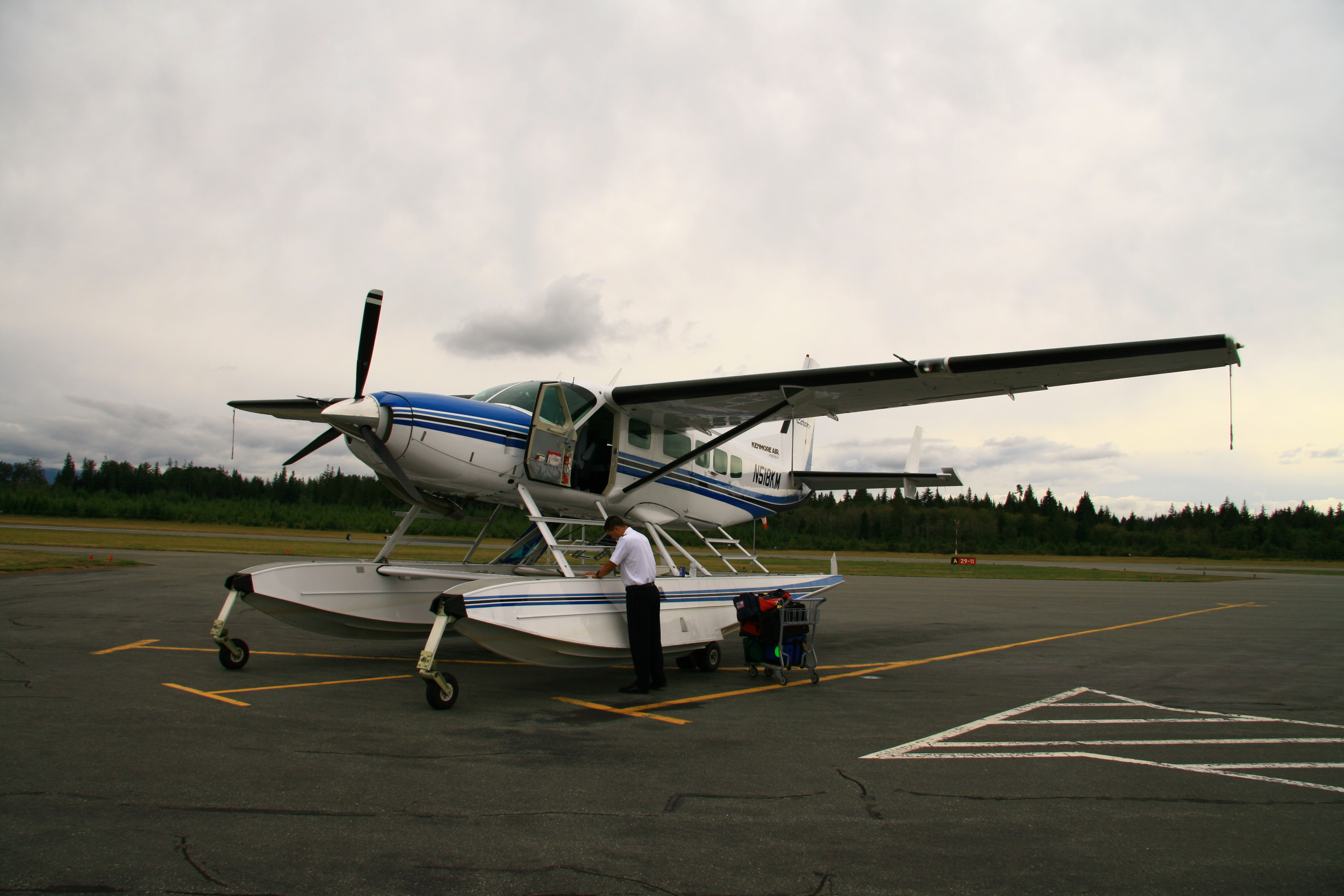
Eine Cessna 208 Kenmore Air am Boden in Campbell River (British Columbia)

Während heute ein großer Teil der Stadt eine Schlafstadt der Beschäftigten der nahen Städte Seattle, Bothell und Redmond bildet, bewahrt Kenmore einen bedeutenden eigenständigen wirtschaftlichen Kern rund um die Produktion langlebiger Güter (Baumaterialien, Beton, Asphalt) und den Spezialhandel (Hochbau, Tiefbau und Fernstraßen).
Kenmore ist auch der Standort des letzten Industriehafens am Lake Washington, welcher an der Mündung des Sammamish River liegt. Größere lokale Firmen in Hafennähe sind die Niederlassung der Rinker Group in Kenmore, Kenmore Ready-Mix (Zement und Asphalt, eine Abteilung der Glacier Northwest), die Pacific Topsoils (Mutterböden und Baumaterialien für den Landschaftsbau), die Michael Homchick Stoneworks (Steinherstellung und -verarbeitung), Plywood Supply (Holz, Sperrholz und Materialien für den Innenausbau, Groß- und Einzelhandel; Hauptsitz der Firma) und mehrere weitere. Als Sitz der James G. Murphy Company, einem der zehn größten kommerziellen Auktionshäuser der Vereinigten Staaten ist die Stadt auch ein Zentrum für Versteigerungen.
Wichtige Firmen im Bereich nicht-langlebiger Güter sind u. a. die Kenmore Air, eine große Fluggesellschaft für Wasserflugzeuge mit ihrem Hauptsitz; die Alaska General Seafoods mit ihrem Hauptsitz und einem Produktionsstandort sowie die Bastyr University, eine Hochschule für Naturheilkunde.

## Bildung
Kenmore ist Teil des Northshore School District, die örtliche Highschool ist die Inglemoor High School. Diese ist für ihr IB-Programm bekannt. Das gemeinnützige Saint Edward Environmental Learning Center bietet in Kooperation mit den Washington State Parks und dem Saint Edward State Park öffentliche Vierteljahreskurse zur Umweltbildung an. Auch die ALEAFA Model Public High School wird von ihm unterhalten. Die Kenmore Library Association, eine Freiwilligen-Organisation, die der örtlichen Bibliothek angegliedert ist, plant und sponsert die Bibliotheksprogramme.
Kenmore ist der Sitz der Bastyr University, einer 1978 gegründeten privaten Hochschule für Naturheilkunde, die durch die Northwest Commission on Colleges and Universities (NWCCU) akkreditiert ist. Die Stadt liegt zwischen den Campus der University of Washington in Seattle (Hauptcampus) und in Bothell sowie dem Cascadia College ebenda. Befestigte Radwege und Express-Busverbindungen stehen in der Stadt zu allen drei Standorten zur Verfügung. Die Stadt hat auch eine direkte Busverbindung zum Shoreline Community College (SCC), und ein Großteil der Stadt liegt in fußläufiger Entfernung zum Center for Business and Continuing Education des SCC in Lake Forest Park.

## Legislative und Politik
Kenmore hat eine Stadtverwaltung mit einem City-Manager, die von einem siebenköpfigen Stadtrat regiert wird; jedes Stadtratsmitglied wird für vier Jahre gewählt. Stadtratswahlen finden aller zwei Jahre statt, wobei jeweils drei bzw. vier der Räte zur Wahl stehen. Alle Positionen sind parteiunabhängig und werden in einem Blockvotum bestimmt, bei dem die gesamte Stadtbevölkerung abstimmt. Der Stadtrat verabschiedet Verordnungen, bestimmt die politischen Grundsätze und wählt aus seinen Reihen einen Bürgermeister sowie seinen Stellvertreter für die Dauer von zwei Jahren. Die Sitzungen des Rates finden am zweiten und vierten Montag jedes Monats statt, am ersten und dritten Montag gibt es öffentliche Anhörungen.
Die Tagesgeschäfte der Stadt werden von einem City Manager geführt, der vom Stadtrat bestellt wird. Die Stadtsatzung sieht auch die Einstellung eines Kanzleivorstehers in Vollzeit vor. Die in der Satzung festgelegten Hauptausschüsse sind die Landmarks and Heritage Commission (dt. etwa „Sehenswürdigkeiten und kulturelles Erbe“), die Planungskommission und das Beratungsgremium der Bibliothek.
Das ursprüngliche City of Kenmore Fire Department wurde per Vereinbarung mit dem des nahegelegenen Lake Forest Park zum Northshore Fire Department vereinigt.

### Polizei
Kenmore hat das King County Sheriff’s Office für die Polizeidienste vertraglich gebunden. Die Kenmore zugeordneten Sheriff-Stellvertreter (englisch „Deputies“) tragen Uniformen und fahren Dienstfahrzeuge mit dem Logo der Stadt. Es gibt gegenwärtig neun Streifenpolizisten, einen Verkehrspolizisten, einen Beamten für die Ladengeschäfte der Stadt sowie einen leitenden Beamten, die in Vollzeit für die Stadt tätig sind.

### Spielstätten-Verordnung
Als die Stadt 1998 inkorporiert wurde, war 1999 eine der ersten Aktionen des Stadtrats die Verabschiedung einer Verordnung, ein Moratorium auf Klein-Casinos (englisch „Cardrooms“) in Kraft zu setzen. Cardrooms sind Mini-Casinos mit Kartenspielen wie Blackjack, die Einsätze bis zu einhundert Dollar erlauben. Es gab nur einen Cardroom in Kenmore – das 11th Frame Restaurant and Lounge an den Kenmore Lanes. Das 11th Frame war seit den 1970er Jahren in Betrieb und generiert zusammen mit anderen Geschäften der Kenmore Lanes das höchste Steueraufkommen in Kenmore.
Im März 2003 verhängte der Stadtrat einen Bann für neue Cardrooms, ließ das 11th Frame jedoch außen vor. Im Oktober desselben Jahres zog der Unternehmer und Ladenbesitzer Len Griesel dagegen vor Gericht. Im November kassierte der Stadtrat den Bann wieder und setzte das frühere Moratorium in Kraft.
Im September 2004 wurde die Angelegenheit den Wählern in Kenmore als Antrag 1, „Vorschlag eines Banns für Cardrooms“ vorgelegt. Antrag 1 lautete „Soll die Stadt Kenmore derartige ‚soziale Kartenspiele‘ aus der Stadt verbannen?“ Der Antrag wurde abgelehnt, doch der Stadtrat hob das Moratorium nicht auf.
Im Dezember 2004 kippte Richter Judge Terry Lukens vom King County Superior Court im von Len Griesel angestrengten Prozess das Moratorium und gab dem Stadtrat bis Juni 2005 Zeit, alle Glücksspiele zu erlauben oder zu verbieten. Im Juni 2005 erreichte der Stadtrat nicht genug Stimmen, um ein Verbot der Cardrooms in Kraft zu setzen. Ungeachtet der Tatsache, dass neue Cardrooms hätten eröffnet werden können, beantragte Len Griesel keine Lizenz.
Die Stadtratswahlen von 2005 zielten teilweise auf die Frage, ob die Stadt die Cradrooms verbieten sollte. Mehrere Kandidaten machten ihre Positionen deutlich, dass ein Verbot der Cradrooms der Schlüssel zu einer erfolgreichen Revitalisierung der Innenstadt von Kenmore wäre.
Unmittelbar nach der Wahl im Dezember 2005 entschied der Stadtrat ein Verbot der Cardrooms. Zu dieser Zeit strengte das 11th Frame einen Prozess gegen die Stadt vor einem Bundesgericht an. Im August 2006 wurde die Klage abgewiesen, da Glücksspiel kein verbrieftes Recht sei. Das 11th Frame ging in Berufung, die der Ninth Circuit Court (das neunte Berufungsgericht) am 28. Mai 2008 zugunsten der Stadt entschied. Nach einer Übereinkunft zwischen Frank Evans, den Anwälten der Stadt und der staatlichen Glücksspiel-Kommission wurden die Cardrooms an den Kenmore Lanes am 30. Juni 2009 geschlossen.

## Kultur

### Stadt-Events und -Festivals
Die wichtigsten jährlichen Stadt-Events sind:
- Die Kenmore Summer Concert Series, veranstaltet am früheren St. Edward Seminary, dem heutigen Saint Edward State Park
- Die Kenmore Art Show, eine Ausstellung mit Wettbewerb, gesponsert von Arts of Kenmore.
- Das Kenmore Spring Egg Hunt, ein zelebriertes Ostereiersuchen
- Das Fourth of July Fireworks, ein seit 2006 stattfindendes Feuerwerk im Log Boom Park

### Medien
Kenmore wird von Media in Seattle versorgt, aber Ereignisse in der Stadt oder in einzelnen Vierteln werden vorrangig durch die Bothell / Kenmore Reporter abgedeckt, eine von Sound Publishing herausgegebene auch online erscheinende wöchentliche Zeitung. Einmal monatlich wird eine Art Amtsblatt als zwei- oder vierseitige Anlage einer Zeitung gedruckt. Die Stadt verschickt auch vierteljährlich eine achtseitige Zeitung mit allen wichtigen Angelegenheiten an alle Einwohner, in der die Aktivitäten der Stadtregierung, Statusberichte zu Entwicklungsprojekten, Budget-Berichte und ein Zeitplan für städtische Ereignisse behandelt werden.
Das monatlich seit 1923 erscheinende Family Circle Magazine wählte in seiner August-Ausgabe 2009 Kenmore zu einer der „10 besten Städte für Familien“. Das Seattle Magazine wählte Kenmore gleichfalls zur besten Stadt im Großraum Seattle für 2008/2009.

### Parks

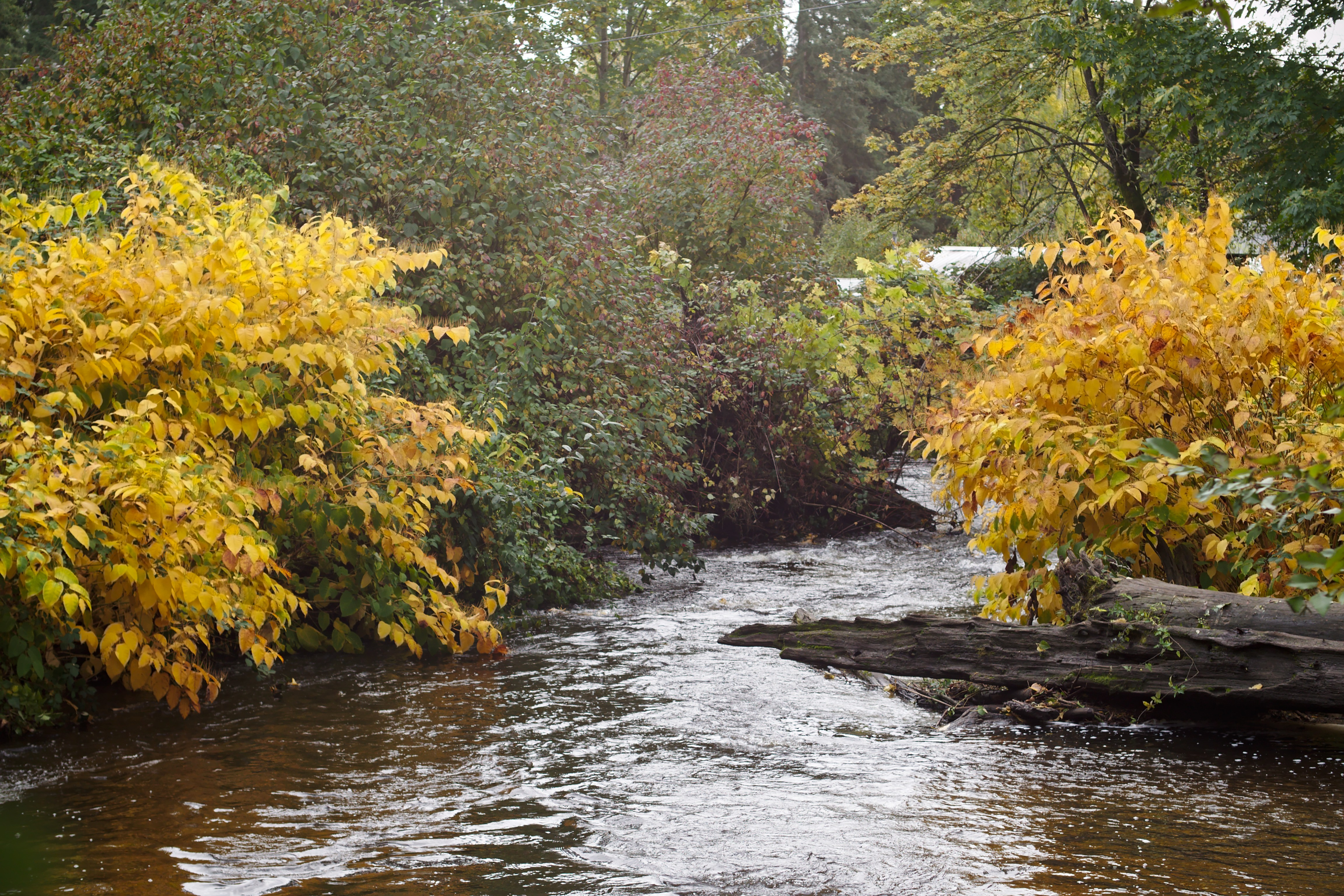
Wallace Swamp Creek Park (2017)

Nicht alle Parks innerhalb der Stadtgrenzen werden von der Stadtregierung betrieben; der Burke-Gilman Trail ist ein Park des King County, und der St. Edward State Park untersteht der Washington State Parks and Recreation Commission. Die Parks sind:
- Burke-Gilman Trail – ein Park des King County, welcher zusammen mit dem Sammamish River Trail den Marymoor Park unmittelbar außerhalb der Innenstadt von Redmond über die Innenstädte von Woodinville, Bothell, Kenmore and Lake Forest Park mit dem Gas Works Park in Seattle und Orten weiter westlich verbindet. Mehrere andere Trails und Radwege zweigen von diesem „Trail-Rückgrat“ ab.
- Inglewood Wetlands – zwei separate geschützte Uferbereiche an der Mündung des Sammamish River
- Linwood Park – ein kleiner 3 Acres (1,21 ha) großer Park im Nordwesten von Kenmore mit Rasenflächen, Spielplatz und Picknickplätzen
- Moorlands Park – ein 5 Acres (2,02 ha) großer Park mit Baseball- und Basketballfeldern im Südosten von Kenmore
- Rhododendron Park (ehemals Kenmore Park) – ein 13 Acres (5,26 ha) großer Park mit hunderten (z. T. seltenen) Sorten Rhododendron
- Saint Edward State Park – der größte Park in Kenmore mit 365 Acres (147,71 ha); er enthält mehr als eine halbe Meile (800 m) unverbauten Ufers des Lake Washington, das historische Saint Edward Seminary und die zugehörige Sporthalle und den Carole Ann Wald Memorial Pool, eine ganzjährig nutzbare (auf unbegrenzte Zeit geschlossene) Schwimmhalle, die für die Schwimmteams der Inglemoor High School Viking und der Seattle Synchro, dem Synchronschwimmerteam aus Seattle, der „Heimathafen“ war; weiterhin ein Spielplatz, der 2009 von KING5 TV zum zweitbesten des Staates Washington gekürt wurde.
- Swamp Creek Park – entlang des Sammamish River, besteht aus stadteigenen Landwirtschaftsflächen, die bisher unbebaut sind
- Tracy Owen Station im Log Boom Park – Kenmores kleinerer Park am Lake Washington, enthält 16 Acres (6,47 ha) Seeufer und eine große Lauffläche, die in den See hineinreicht
- Wallace Swamp Creek Park – 17 Acres (6,88 ha) groß, den Swamp Creek im Nordosten von Kenmore umgebend, welcher einige Wanderwege bietet